# Kil község
Kil község (svédül: Kils kommun) Svédország 290 községének egyike. A jelenlegi község 1971-ben jött létre Stora Kil, Järnskog és Brunskog egyesülésével.

## Települései
A községben 3 település található. A települések és népességük:
| Település | Népesség | Megjegyzés         |
| --------- | -------- | ------------------ |
| Kil       |          | a község székhelye |
| Fagerås   |          |                    |
| Högboda   |          |                    |

## Külső hivatkozások
- Hivatalos honlap